# Het rijk van het atoom
Het rijk van het atoom (Engels: The Empire of the Atom) is een sciencefictionroman uit 1947 van de Canadese schrijver A.E. van Vogt. Het boek is een "fixup" van vijf korte God-verhalen die voorheen werden gepubliceerd in het SF-magazine Astounding. De resterende verhalen werden gebundeld in de vervolgroman "De tovenaar van Linn".

## Korte verhalen
- A Son Is Born
- Child of the Gods
- Hand of the Gods
- Home of the Gods
- The Barbarian

## Verhaal
Een oorlog tussen de mensheid en een buitenaards ras, bekend als de Riss heeft geleid tot het verval van het zonnestelsel en de meeste kennis werd vernietigd door een atoomoorlog. De geniale mutant Clane Linn verslaat uiteindelijk de horde barbaren onder leiding van Czinczar.